# Estadio Cuatricentenario (Barinas)
El Estadio Cuatricentenario o alternativamente Estadio Cuatricentenario de Béisbol de Barinas es el nombre que recibe una instalación deportiva que se encuentra frente a la Avenida Rómulo Gallegos ubicada en la localidad de Barinas, capital del estado del mismo nombre en el región llanera del país sudamericano de Venezuela.
No debe confundirse con otro estadio también llamado «Cuatricentenario» pero ubicado en un estado venezolano diferente. Tiene capacidad para recibir hasta 15000 espectadores y es sede del equipo local Petroleros de Barinas que participa en la  Liga Nacional Bolivariana de Béisbol (LNBB) un alternativa a la Liga Venezolana de Béisbol Profesional (LVBP).
El estadio forma parte de la llamada Ciudad Deportiva junto con el Estadio “Agustín Tovar” La Carolina, también ubicado en la capital barinesa.